# أكرم هوسه
أكرم هوسه (مواليد 6 أغسطس 1992) هو لاعب كرة قدم سعودي يلعب في نادي مضر.
كانت بداياته مع النادي الأهلي في الفئات السنية ولعب بعدها مع أندية الرياض والفيحاء و وقع مع نادي الجيل عام 2016 و وقع مع نادي الشعلة عام 2017 و وقع مع نادي ضمك مطلع عام 2018 و انتقل إلى النادي العربي في عام 2019 و وقع مع نادي الانتصار في صيف 2020 و وقع مع نادي الروضة في صيف 2022 ووقع مع نادي مضر في عام 2023.